# Lovenia
Lovenia es un género de erizo de mar, es decir, equinodermo que representa el taxón hermano de los géneros Breynia y Echinocardium.

## Sistemática
Los individuos pertenecientes a la familia Loveniidae se caracterizan por: disco apical etmolítico; pétalos al ras; los pétalos anteriores se estrechan distalmente con una amplia zona periradial y con pares de poros en la columna anterior reducidos adaptativamente; zonas ambulacrales laterales en la superficie bucal atrapadas entre los filodios adorales y el ambitus; placa del labrum alargada y en forma de cuña; extendiéndose al menos hasta la parte trasera de la segunda placa ambulacral o más allá; placas esternales cortas y triangulares; placas episternales pareadas y opuestas como lo son el siguiente par de placas (5.a.4, 5.b.4); placas episternales sólo moderadamente sangradas hacia atrás por la placa ambulacral 5; fasciolo subanal presente; generalmente bilobados pero ocasionalmente con forma de escudo.

## Especies
- †L. aegyptiaca (Fourtau, 1920); Upper Miocene, Egypt.
- †L. Calzadai. (Carrasco, 2021), Eoceno, Cataluña.[3]
- L. mortenseni, Ctyoky, 1965; Middle Miocene, Czech Republic.[4]
- †L. bagheerae Irwin & Archbold, 1994; Miocene (Tortonian), southern Australia.
- L. camarota Clark, 1917; Recente, North Australia.
- L. cordiformis Agassiz, 1872; Recente, West coast of America.
- L. doederleini Mortensen, 1950; Recente, Malay region.
- †L. elongata (Gray, 1845); Miocene to Recente, Indo-West Pacific.
- †L. forbesii (Tenison Woods, 1862); Lower to Middle Miocene, Australia.
- L. gregalis Alcock, 1893; Recente, Indo-West Pacific.
- L. grisea Agassiz & Clark, 1907; Recente, Hawaii.
- L. hawaiiensis Mortensen, 1950; Recente, Hawaii.
- L. hemphilli (Israesky)
- †L. mortenseni Ctyoky, 1965; Middle Miocene, Czech Republic.
- †L. sulcata (Haime, 1853); Lower Oligocene, France.
- L. subcarinata (Gray, 1845); Recente, Indo-West Pacific.
- L. trifolis (Koehler, 1914); Recente, Indo-West Pacific.[5]
- †L. woodsii (Etheridge, 1875); Lower to Middle Miocene, Australia.
- L. kerneri (?, 2020); Plioceno, Estados Unidos.

Lovenia kerneri fue descrita en 2020 en la Formación Tamiami del Plioceno en Florida. Es la primera Lovenia documentada del este de los Estados Unidos y el miembro más grande y último de este género conocido en la región de América del Este y el Caribe.